# Monanthotaxis diclina
Monanthotaxis diclina (Sprague) Verdc. – gatunek rośliny z rodziny flaszowcowatych (Annonaceae Juss.). Występuje naturalnie w Liberii, południowej części Nigerii, Republice Środkowoafrykańskiej, Kamerunie, Gabonie, Kongo oraz Demokratycznej Republice Konga. 

## Morfologia
PokrójZimozielone liany.
LiścieMają kształt od podłużnie eliptycznego do podłużnie odwrotnie jajowatego. Mierzą 7–23 cm długości oraz 3,5–8 cm szerokości. Są owłosione od spodu.
KwiatyKwiaty męskie są zebrane w wierzchotki, rozwijają się w kątach pędów, mierzą 2–3 cm średnicy. Kwiaty żeńskie są zebrane w gęste wierzchotki, rozwijają się w kątach pędów i dorastają do 7–15 cm średnicy.

## Biologia i ekologia
Jest rośliną jednopienną.